# Francesco Fornabaio
Francesco Fornabaio (Stigliano, 5 marzo 1957 – Lido di Venezia, 21 settembre 2014) è stato un aviatore e pilota acrobatico italiano.

## Biografia

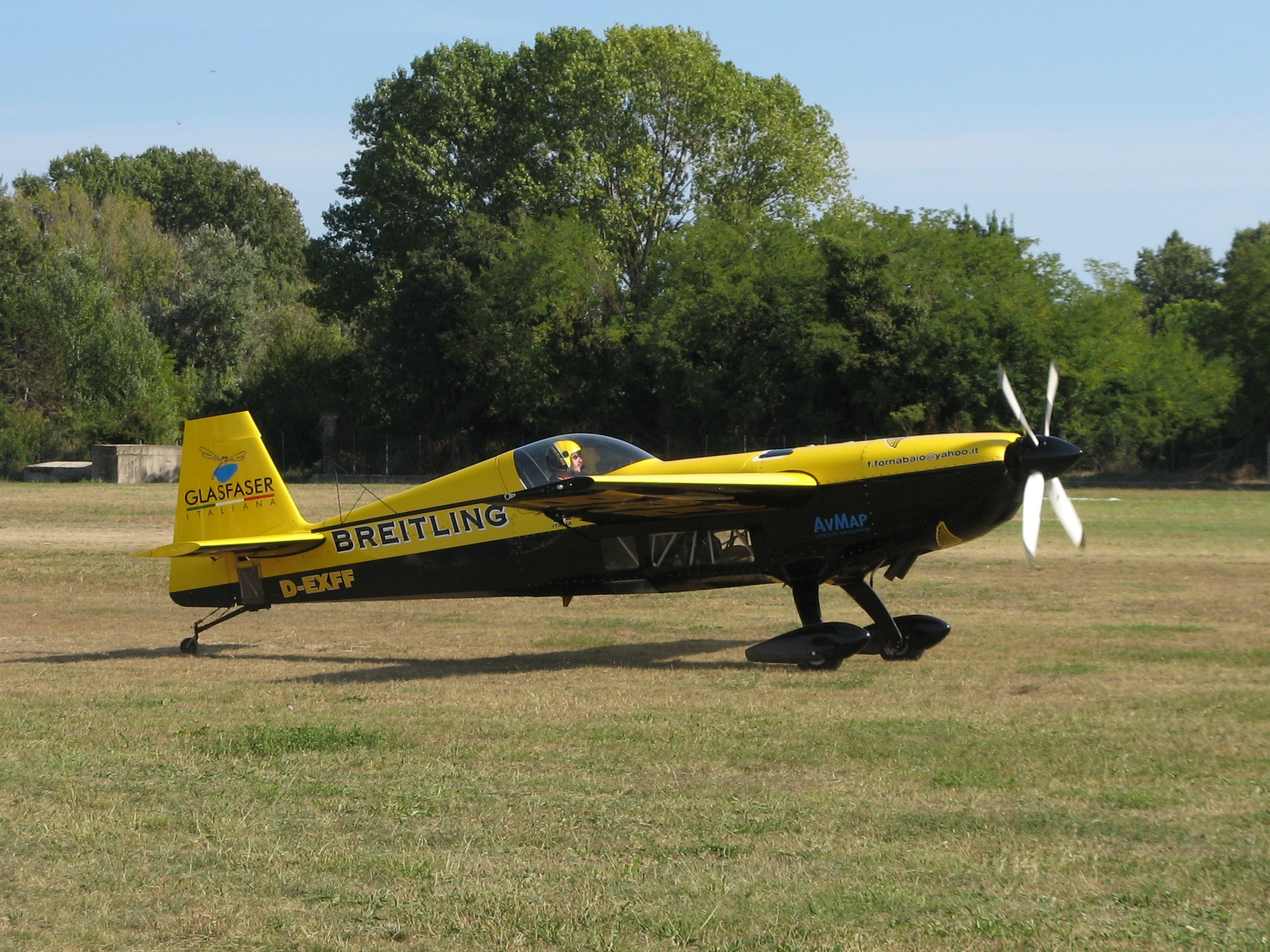
Francesco Fornabaio al Fly Venice 2013 presso l'Aeroporto Nicelli di Venezia-Lido

Nel 1997 ha vinto il campionato italiano categoria intermedia ed è stato membro della nazionale italiana di acrobazia aerea fin dal 2002. Ha partecipato ai campionati italiani, europei e mondiali di categoria illimitata, ed è stato anche vicecampione italiano di freestyle. Nel 2008 vola in solitaria per 14.000 km da Milano a al-'Ayn (Emirati Arabi Uniti), stabilendo il record di distanza per tale tipo di aereo. Nel 2009 vince il Campionato Italiano - Cat. 4 "Libero Integrale". Nel 2010 diventa pilota solista per il team Breitling. Nel luglio 2014 conquista a Caorle il titolo di campione italiano di acrobazia aerea a motore nella massima categoria "illimitata".
La sua specialità era il volo artistico, in cui si esibiva negli airshow con programmi di grande suggestione sottolineati dai fumogeni bianchi nei momenti salienti dell'esecuzione. Aveva al suo attivo più di 2700 ore di volo e partecipava a 25-27 airshow all'anno. Riusciva a passare da -2 a 8, o anche 10 G di accelerazione.
Il 21 settembre 2014, durante la terza edizione dell'airshow "Fly Venice" al Lido di Venezia, muore all'età di 57 anni a seguito dello schianto del suo aereo XtremeAir Xtreme 3000 (D-EYKS).
Il 12 giugno 2015, al termine dell'indagine sull'incidente, l'Agenzia Nazionale per la Sicurezza del Volo (ANSV), ha dichiarato che per gli elementi raccolti, l'incidente era dipeso da un errore umano, consistito nell'aver effettuato una manovra acrobatica ad una quota più bassa del solito. Errore che ha impedito al pilota di evitare lo schianto al suolo.
Viveva a Stigliano (MT), anche se passava gran parte della sua vita tra Milano e Campoformido (UD), dove si allenava.
Aveva tre figli.